# Imigração italiana no Paraguai

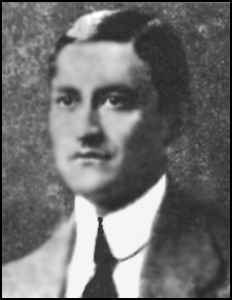
O ítalo-paraguaio Silvio Pettirossi, um dos pioneiros da aviação mundial.

A imigração italiana no Paraguai é uma das mais importantes nessa nação sulamericana.

## Italianos no Paraguai
O número de imigrantes italianos foi o maior dos cidadãos estrangeiros que se instalaram no Paraguai nos primeiros anos de pós-guerra depois de 1870.
No período entre 1882 e 1907, os italianos foram o maior grupo, superando 27% do total de chegadas de estrangeiros para o Paraguai.
Após a unificação da Itália em 1860 e as batalhas de Garibaldi, foi o início para o tempo das grandes migrações que se estenderia até 1914. Isto rendeu um movimento de migração muito grande entre os anos 1869-1913, mais de 14 milhões de italianos deixaram seu país.
No entanto, a maioria dos imigrantes italianos veio das regiões mais pobres do país europeu, e incluiu indivíduos que chegaram ao Paraguai por conta própria.
Este conjunto de seres humanos, formada em grande parte por arquitetos, construtores, engenheiros, decoradores e, em menor medida, por profissionais de outros ramos, exerceu uma grande influência, principalmente no crescimento e desenvolvimento urbano de Assunção.

## O Fundador da "Villa"
Francesco Morra, fundador da Villa Morra em Assunção, nasceu em 27 maio de 1841 em Cerignola, província de Foggia, no sul da Itália.
Completou seus estudos universitários na Universidade de Nápoles, onde se formou em medicina e cirurgia em 07 de junho de 1866. Ele também participou das batalhas de Garibaldi na guerra entre a Itália e a Áustria.
Anos depois, mudou-se para a América do Sul e estabeleceu-se na Argentina, onde integrou o corpo médico militar, cujas tropas chegaram ao Paraguai em 1869.
Em 1870, instalou-se no Paraguai, especificamente na cidade de Assunção, onde casou com Carolina Zambonini, uma cidadã argentina; dessa união nasceram três filhos: Sabino, Carmen, Hermelinda.
No momento em que se estabeleceu no Paraguai, Morra foi um dos poucos médicos que tinha Assunção. De fato, seu trabalho profissional foi altamente relevante devido à chegada constante de soldados feridos que voltavam de áreas de combate de guerra.
Em 1871, fundou a Sociedade Italiana de Ajuda Mútua (Società Italiana di Mutuo Soccorso), onde atuou como presidente e logo como membro. Além disso, prestou serviço por mais de 20 anos no Hospital de Caridade (Hospital das Clínicas) como profissional e também como seu diretor.

## Notáveis italianos
Dentro do grupo de italianos que se instalaram no Paraguai desde 1869 estava Pietro Rodi. Ele foi um dos primeiros a chegar no Paraguai, em plena guerra e trabalhava como comerciante no ramo de ferragens. Pouco depois de sua chegada, começaram a chegar outros imigrantes.

Estes incluem:
- Celestino Girola, marceneiro e ex-garibaldino.
- Aquiles Garcia.
- Alessandro Gaudini, chefe de engenharia e mais tarde da estrada-de-ferro.
- Luigi Lepori, membro e um dos primeiros diretores da Sociedade Italiana de Ajuda Mútua (Società Italiana di Mutuo Soccorso).
- Mateo Laregina.
- Bartolomeo Londra.
- Francesco Morra.
- Pietro Giacomo Filippini, ex-garibaldino.
- Luigi Melano
- Carlo Marazzi, comerciante.
- Giovanni Muzarelli.
- Giuseppe Milano.
- Giovanni Melano.
- Giuseppe Palanga, construtor.
- Angelo Crobato, farmacêutico.
- Giovanni V. Casartelli, comerciante.
- Angelo Prosa, escrivão.
- Natalio Rapetti, construtor.
- Giovanni Barbero.
- Francesco Bibolini.
- Pietro Getto, construtor e colaborador ativo para a conformação da atual cidade de Fernando de la Mora.

A grande maioria dos sobrenomes listados acima, ainda permanecem nas famílias paraguaias.

## Descendência italiana no Paraguai atual
De acordo com dados da Embaixada da Itália no Paraguai e o Dr. Prof. Fernando Constantini, 40% da população paraguaia, de alguma forma descende de italianos http://www.abc.com.py/nota/los-italianos-y-su-aporte-a-la-nacion/, a grande maioria deles totalmente assimilado à cultura paraguaia, devido à alta porcentagem de casamentos mistos. A estes devemos acrescentar os italianos moradores, que somam cerca de 7.000 em 2008.
Os ítalo-paraguaios tem atingido níveis muito elevados dentro da sociedade do Paraguai, especialmente na capital.
Vários presidentes do Paraguai nas últimas décadas têm algum nome italiano, como José Patricio Guggiari Andrés Rodríguez Pedotti (1988 - 1993), Juan Carlos Wasmosy Monti (1993 - 1998) e Luis Ángel González Macchi (1999-2003).
Figuras importantes da cultura e da economia do Paraguai são ítalo-paraguaios. O principal aeroporto da capital é chamado de Silvio Pettirossi, um pioneiro da aviação nacional e mundial, cujo pai veio de Itália, na primeira metade do século XIX.